# Léon la lune
Pour plus de détails, voir Fiche technique et Distribution.
Léon la lune, ou La Journée ordinaire d'un clochard à Paris est un court métrage français réalisé par Alain Jessua et sorti en 1956.
Ce film a été primé plusieurs fois et beaucoup diffusé. Il a permis à Alain Jessua de préparer ses longs métrages avec une certaine sérénité.

## Synopsis
Film sans dialogue, on suit Léon la lune, sans-abri, dans son quotidien, manger, trouver un endroit pour dormir...

## Fiche technique
- Réalisation : Alain Jessua
- Scénario : Robert Giraud
- Film présenté par Jacques Prévert[1]
- Photographie : Vladimir Ivanov
- Musique : Henri Crolla et André Hodeir
- Société de production :  A.J. Films
- Format :  Noir et blanc - Son mono
- Durée : 16 minutes[1]
- Année de sortie : 1956

Sources : Forum des Images et IMDb

## Distribution
- Léon la Lune : Leon Boudeville